# Feminacistka
Pojem feminacistka (anglicky femi-nazi) zpopularizoval konzervativní americký talkmaster Rush Limbaugh (The Rush Limbaugh Show). V angličtině je slovo nazi všeobecně používáno k označení osoby, která je netolerantní, dogmatická, má totalitní názory.
Jako feminacistky označoval Limbaugh ty feministky, které on osobně považoval za nejvíc nenávistné. Podle Limbaugha „feminacistka je žena, pro kterou je v životě nejdůležitější vidět, resp. dosáhnout, aby bylo co nejvíce interrupcí“.
Limbaugh používal ale výraz „feminacistka“ i v diskuzích o feministických aktivitách, které nebyly v přímé souvislosti s interrupcemi. Všeobecně používal tento výraz pro ženy, jejichž životním stylem se stal radikální feminismus a které si vysloužily název „feminacistka“ svými extrémními názory a akcemi. Mezitím zdomácněl tento výraz mezi odpůrci feminismu jako pejorativní označení, které ukazuje paralelu mezi nacismem a feminismem, často se silnou variabilitou obsahu.
V diskuzích bývá pojem používán ve své rétorické podobě jako napadání „argumentum ad hominem“. Ve své ironické podobě označuje tento pojem radikální feministky jako zlostiplné, netolerantní a diskriminující každého, kdo není stejný jako ony samy.